# Шатнев, Борис Николаевич
Борис Николаевич Шатнев (15 мая 1902, Ленинград — 12 декабря 1990, Москва) — русский и советский архитектор, доктор технических наук, профессор МИИТ (1971). Член Союза архитекторов СССР (1933), член КПСС (1959). Крупный специалист в области проектирования зданий, инициатор использования математических методов в решении задач оптимизации компоновочных и конструктивных решений производственных зданий .

## Биография
Родился в 15 мая 1902 года в Санкт-Петербурге в семье крестьян. В 1926 году окончил Архитектурно-строительный факультет МВТУ им. Баумана. В 1926—1927 годах под руководством профессора А. П. Иваницкого занимался планировкой новых районов Баку.
В 1927—1936 годах работал архитектором Московско-Курской железной дороги. В 1936—1946 годах работал инженером в Мосгипротранс. В 1932—1987 годах преподавал в МИИТ.

## Архитектура
По проекту Б. Н. Шатнева построено более 30 зданий, связанных с железнодорожной инфрастуктурой — жилые дома, павильоны, дома культуры, поселки. Многие здания выполнены в стиле конструктивизма.
Жилой дом Управления Московско-Курской железной дороги (г. Москва, ул. Земляной Вал, 27с1).

Здание в стиле конструктивизма. Строительство начато в 1927 г. к 10-летию Октябрьской революции. Завершено в 1929 г., сдано в эксплуатацию в 1932 г. Ранее по этому адресу располагался доходный дом Московско-Курской железной дороги. В 1938 г. часть первого этажа была использована для строительства станции «Курская» Арбатско-Покровской линии. Объект культурного наследия. Считается первым многоэтажным домом в Москве.
В доме 1 подъезд, 8 этажей, 63 квартиры. Первый этаж был отдан под общественные пространства — во времена СССР там был гастроном № 25, в настоящее время коммерческие помещения. Фасад расчленён лестничными клетками.
Пять верхних этажей угловой части заняты под квартиры коммунального типа (общежития для одиноких). Каждая квартира имеет шесть комнат, общую кухню с газовой плитой (с самостоятельными для каждой комнаты кухонными шкафами и с выходом на чёрный балкон), две уборные (мужская и женская) с душами, умывальниками и отдельную ванную комнату. Почти каждая комната имеет балкон, выходящий на Садовую ул. или на площадь. Один из этажей общежития используется под читальню, клуб, столовую и проч. общественные помещения. Лестница обслуживается лифтом. Крыша над угловой частью, с которой открывается великолепный вид на Москву, удалённая от уличной пыли, запроектирована плоской и используется для отдыха жильцов. Число квартир коммунального типа—5, 56 семейных квартир.
Каждая квартира состоит из 3-х жилых комнат, передней, кухни, уборной и ванной. Все помещения, кроме передней, имеют непосредственный дневной свет. Квартиры все со сквозным проветриванием и с непосредственными выходами всех помещений в переднюю. Последняя при этом спроектирована таким образом, что часть её в виде коридорчика принимает в себя выходы из кухни, уборной и ванны. Эта часть может быть отделена занавеской от непосредственно примыкающей к входной двери . второй части передней, и тогда последняя будет иметь непосредственные входы только в жилые комнаты. Такое отделение служебной части квартиры от жилой весьма важно в санитарном и бытовом отношении. Та же цель преследовалась и в устройстве балконов. Каждая квартира имеет два балкона: один—чистый, со стороны Садовой ул., другой—чёрный или служебный—со стороны двора, с выходом из кухни. Служебный балкон будет использоваться для выколотки постелей, ковров, развески белья и этим самым избавит от подобных процедур чистый балкон, долженствующий служить только местом отдыха. Кухня и ванная оборудуются газовым отоплением, а все лестницы снабжены лифтами.
Жилой дом (г. Москва, ул. Каланчёвская, 28)

Здание в стиле конструктивизма. Построено в 1929 г. и является прототипом для серии 3-х этажных домов в Посёлке работников Курской железной дороги.
В доме 3 этажа, 2 подъезда, квартир. Боковые части ниже центральной и смещены. Фасад выходит на трамвайные пути.
Жилой дом (г. Тула, ул. Перронная, 9, Станция «Скуратово»)
Здание в стиле конструктивизма. Построено в 1929 г. идентично проекту дома на Каланчёвской улице. В доме 3 этажа, 2 подъезда, 16 квартир. Кирпичный фасад. Боковые части смещены от центральной.
Посёлок работников Курской железной дороги (г. Москва, проезд Черепановых, дома 46, 48, 50)
Здания в стиле конструктивизма. Построены с 1929 по 1932 гг. по заказу Наркомата Путей Сообщения для работников 5-го района Курской железной дороги, куда входила станция «Лихоборы».
Состоят дома визуально из трёх корпусов. Эта визуализация создаётся смещением боковых частей от центральной части корпуса примерно на 3 метра вперёд. Таким образом в передней части мы видим 2 боковых ризалита. Крыша имеет интересное архитектурное решение в форме прямоугольного башенного выступа и скоса вправо и влево в зависимости от края. Эту площадь занимают чердачные помещения.
Дом номер 46 построен в 1931 г. идентично проекту дома на Каланчёвской улице. В доме 3 этажа. Фасад оштукатурен.
В доме номер 50 4 этажа, 2 подъезда, 24 квартиры, есть балконы. Фасад оштукатурен.
В доме номер 50 4 этажа, 2 подъезда, 24 квартиры, есть балконы. Фасад выполнен из необработанного кирпича. На фасаде расположена аббревиатура «5 РКЖД» («пятый район Курской железной дороги») с датой «1932».
Жилой дом (г. Орёл, ул. Старо-Привокзальная, 4)
Здание в стиле конструктивизма. Построено в 1931 г. идентично проекту дома на Каланчёвской улице. В доме 3 этажа, 2 подъезда, 16 квартир. Боковые части смещены от центральной.
Дом культуры «Железнодорожник» (г. Москва, проезд Черепановых, 24с1)
Здание в стиле конструктивизма. Построено в 1935 г. предположительно как фабрика-кухня, затем перепрофилировано в Дом культуры для работников Курской железной дороги. Большое помещение столовой Шатнев превратил в зрительный зал, а вытянувшиеся вдоль заднего коридора заготовочные, варочные, моечные и тому подобные стали комнатами для кружковых занятий.
Академия железнодорожного транспорта (г. Москва, ул. Ольховская, 21/25)

Построен в 1937 г. для школы Особого корпуса Железнодорожных войск.
«Профессорский дом» НИИЖТа (г. Новосибирск, ул. Дуси Ковальчук, 185) 

Здание в стиле классицизма. Построен в 1938 г. для высшего преподавательского состава НИИЖТа (сейчас СГУПС). Памятник архитектуры регионального значения (постановление главы администрации Новосибирской области № 1303 от 29.12.2001 г.).
В доме 5 подъездов, 5 этажей, 46 квартир. Главный фасад имеет фронтально-симметричную композицию. Фасады имеют трёхчастное деление по вертикали. Верхняя часть — аттиковый этаж отделён от остальных этажей мощным карнизом, украшенным кронштейнами-сухариками, и декорирован живописным орнаментом — стилизованным солнцем (подсолнухом); этот орнамент, выполненный в технике сграффито, придаёт зданию индивидуальность. Центральный вход в магазин акцентирован одноэтажным портиком с четырьмя круглыми в сечении колоннами композитного ордера. Кроме балконов с поддерживающими их кронштейнами и бетонными балясинами, на 2-5 этажах угловых квартир размещены лоджии. Фасады на всю высоту (до пятого этажа) имеют рустовку, причём наиболее рельефной дощатой рустовкой обработан первый этаж. Здание является частью студгородка СГУПС.
Другие здания:
- Клуб им. В.И Ленина (г. Тула)
- Типовые дома по всей линии Курской ж.д.
- 8-ми этажный жилой дом на ул. Чкалова (г. Тула)
- Клуб для железнодорожников на ст. Шахунья
- 5-ти этажный жилой дом у вокзала (г. Горький)
- Дом Культуры железнодорожников (г. Орел) (разрушен в период ВОВ)
- Пригородные пассажирские павильоны 1-Курской ж.д.
- Большие детские сады и ясли на Лялином пер. (г. Москва)
- Большие бани (на I20~150 мест) на ст. Кашира, Узловая,
- Крупные столовые (г. Можайск)
- Большие здания ФЗУ в Люблино (г. Москва)
- Большие здания ФЗУ (г. Минск)
- Больница на ст. Шахунья
- Планировка поселка ст. Перерва (г. Москва)
- Планировка поселка ст. Шахунья
- Планировка поселка ст. Вязьма
- Планировка поселка ст. Можайск
- Вокзал ст. Тучково Западной ж.д.
- Реконструкция площади Павелецкого вокзала (г. Москва)

## Преподавательская деятельность
Б. Н. Шатнев посвятил преподаванию в МИИТ 50 лет своей жизни (1932—1982 гг.). Вел научную работу, руководил докторскими и кандидатскими диссертациями.
1932 г. — параллельно с работой инженером начал преподавать в МИИТ по совместительству.
1938 г. — получил звание доцента.
1963—1978 гг. — руководил кафедрой «Архитектура промышленных и гражданских зданий» в МИИТ.
Автор и соавтор учебных пособий:
1. Шатнев, Б. Н. Здания на железнодорожном транспорте : учебник для техникумов / Б. Н. Шатнев. — М. : Транспорт, 1955. — 475 с. : ил.
2. Шатнев Б. Н., Иванько Т. Я., Онуфриев Т. Г., Тимофей Григорьевич. Здания на железнодорожном транспорте : [Учеб. пособие для студентов вузов ж.-д. транспорта по специальностям "Строительство ж. д. и «Мосты и тоннели»] / Под общ. ред. канд. техн. наук Т. Г. Онуфриева. — Москва : Трансжелдориздат, 1962. — 411 с., 1 л. схем. : ил. ; 27 см. — Библиогр.: с. 407—408
3. Шатнев Б. Н. Проектирование производственных зданий : Учеб. пособие для строит. специальностей / МПС СССР. Моск. ин-т инженеров ж.-д. транспорта. Кафедра «Архитектура пром. и гражд. зданий». — Москва : Б. и., 1969. — 84 с., 11 л. ил. : ил. ; 22 см. — Библиогр.: с. 81-82 (26 назв.)

## Научная деятельность
Автор свыше 70 научных трудов.
1952 г. — защитил кандидатскую диссертацию по теме «Исследование комплексных графиков движения пассажиров в вокзалах».
1961 г. — защитил докторскую диссертацию по теме «Исследование взаимозависимости параметров многоэтажных производственных зданий и складов, их соответствия некоторым факторам технологической эксплуатации и условиям связи с железнодорожным и автомобильным транспортом».
1. Шатнев Б. Н. Исследование комплексных графиков движения пассажиров в вокзалах : Автореферат дис. работы на соискание учёной степени кандидата технических наук / МПС-СССР. Моск. ордена Ленина ин-т инженеров ж. д. транспорта им. И. В. Сталина. — Москва, 1952. — 19 с. ; 31 см)
2. Исследования по проектированию современных зданий н применению новых строительных материалов. [Сборник статей. Под общ. ред. канд. техн. наук доц. Б. Н. Шатнева. М: 1962. 179 с. с илл. (Труды Моск. ордена Ленина и ордена Трудового Красного Знамени ин-та инженеров. ж.-д. транспорта. Вып. 140).
3. Строительная светотехника. Учеб. пособие по курсу лекций для курсового и дипломного проектирования. М., 1965. 51 с. с черт.; 8 л. черт. (М-во путей сообщения СССР. Моск. ордена Ленина в ордена Трудового Красного Знамени ин-т инженеров ж-д. транспорта: Кафедра «Архитектура пром: и гражд. зданий»).
4. Вопросы проектирования и эксплуатации транспортных зданий. (Сборник статей. Год общ. ред. капд. техн. наук доц. Б. Н. Шатнева. M., 1966. 202 с. с илл. (Труды Моск. ордена Ленина и ордена Трудового Красного Знамени ин-та инженеров. ж.-д. транспорта. Вып. 206).
5. Применение пластмасс в зданиях. Учеб. пособие. Под ред. Б. Н. Шатнева. M., 1967. 91 с. с илл. (МПС СССР. Моск. ордена Ленина в ордена Трудового Красного Знамени ин-т инженеров ж-д. транспорта: Кафедра «Архитектура пром: и гражд. зданий»).
6. Исследование и выбор оптимальных параметров зданий железнодорожного транспорта и их элементов. [Сбор-ник. статей]. Под общ, ред. канд. техн: наук Б. Н. Шатнева. М., «Транспорт», 1969. 158 с. с илл. (Труды Моск. ордена Ленина и ордена Трудового Красного Знамени ин-та инженеров. ж.-д. транспорта. Вып. 293).
7. Исследование взаимозависимости параметров многоэтажных производственных зданий и складов, их соответствия некоторым факторам технологической эксплуатации и условиям связи с железнодорожным и автомобильным транспортом. Автореф. дисс. на соискание учен. степени д-ра техн. наук. (05.490). М., 1969.
8. Содержание и капитальный ремонт зданий и сооружений железнодорожного транспорта. Под ред. канд. техн. наук. Б. Н. Шатнева. М., «Транспорт», 1970. 204 С.
9. Вопросы повышения качества зданий на железнодорожном транспорте. (Сборник статей]. Под общ. ред. канд. техн, наук Б. Н. Шатнева. M., 1971. 151 с. с ил.; 1 л. табл. (Труды Моск. ин-та инженеров Ж.-Д. транспорта, Вып. 349).
10. Вопросы внедрения прогрессивных решений при проектировании и эксплуатации транспортных зданий. [Сборник статей]. Под общ. ред. д-ра техн, наук, проф. Б. Н. Шатнева. м., (МИИТ), 1974 © 1973.181 с. с ил. (Труды Моск. ин-та инженеров ж.-д. транспорта. Вып. 439).
11. Вопросы улучшения архитектурно-планировочных и конструктивных качеств железнодорожных зданий : [Сборник статей] / Под общ. ред. д-ра техн. наук проф. Б. Н. Шатнева. — М. :, МИИТ, 1975 С. — 153 с. : ил., 1 л. табл.(Труды Моск. из-та инженеров ж-д. транспорта; Вып. 495).
12. Шатнев Б. Н., Сарычева Н. П., Карцев Я. П., Яков Петрович Эстетика на железнодорожном транспорте / [Я. П. Карцев, проф., д-р техн. наук Б. Н. Шатнев, канд. техн. наук Н. П. Сарычева и др.]; Под ред. В. И. Сергеева. — 2-е изд., перераб. и доп. — Москва : Транспорт, 1977. — 375 с. : ил. ; 20 см[6]

## Патенты
Стеновое ограждение зданий с влажным режимом эксплуатации. Ковригин С. Д., Жиров А. С., Шатнев Б. Н., Беширов Х. З. Тип: авторское свидетельство. Номер свидетельства: SU 1129304 A1 . Патентное ведомство: СССР. Год публикации: 1984. Номер заявки: 3438459. Дата регистрации: 14.05.1982. Дата публикации: 15.12.1984. Заявитель: Московский Ордена Ленина и Ордена трудового красного знамени Институт инженеров железнодорожного транспорта.

## Награды
Лауреат премий Всесоюзных архитектурных конкурсов:
1. Типовые клубы ЦК Железнодорожников (2-я премия) (1927 г.)
2. Дворец труда в г. Лысьве ЦК Металлургов (3-я премия) (1927 г.)
3. Кино-фабрика «Совкино» в г. Москве (рекомендован) (1928 г.)
4. Типовые усадьбы «Зернотреста» (рекомендован) (1929 г.)
5. Политехнический институт в Свердловске (рекомендован) (1929 г.)
6. Стадион профсоюза строителей в г. Москве (2-я премия) (1930 г.)

Имеет медали:
1. За доблестный труд в период Великой Отечественной войны 1941—1945 гг.
2. В память 800-летия Москвы
3. За доблестный труд в ознаменование 100-летия со дня рождения В. И. Ленина

Награждён знаком «Почётному железнодорожнику» (1971 г.)